# Ranger Uranium Mine
Ranger Uranium Mine är en gruva i Australien. Den ligger i kommunen West Arnhem och territoriet Northern Territory, omkring 230 kilometer öster om territoriets huvudstad Darwin.
Trakten runt Ranger Uranium Mine är nära nog obefolkad, med mindre än två invånare per kvadratkilometer..
I omgivningarna runt Ranger Uranium Mine växer huvudsakligen savannskog. Genomsnittlig årsnederbörd är 1 667 millimeter. Den regnigaste månaden är januari, med i genomsnitt 406 mm nederbörd, och den torraste är juni, med 1 mm nederbörd.